# Carrers a l'entorn de Santa Maria
Carrers a l'entorn de Santa Maria és una zona del municipi de Vilafranca del Penedès (Alt Penedès) inclosa en l'Inventari del Patrimoni Arquitectònic de Catalunya. Els carrers tenen el seu origen en el nucli medieval de Vilafranca, organitzat entorn de la Basílica de Santa Maria de Vilafranca, documentada amb certesa des del segle xii.
Els carrers que envolten la Basílica de Santa Maria presenten les característiques pròpies de l'organització urbana medieval: amplada reduïda, manca d'un criteri de planificació general, etc. Dins del conjunt de petits carrers que configuren aquest espai cal destacar el de Santa Maria, el del Campanar, el d'Escudellers i el Corraló de la Torre.